# Florian Fetterle
Florian Fetterle ist ein österreichischer Sänger, Schauspieler und Musicaldarsteller.

## Leben
Fetterle schloss sein Studium an der Hamburger Stage School of Music, Dance and Drama ab. Nach seiner Ausbildung spielte er Herbert im Musical Tanz der Vampire im Stage Metronomtheater Oberhausen und im Stage Palladium Theater Stuttgart. Danach spielte er Maxim de Winter und Giles in dem Musical Rebecca am Theater St. Gallen. Es folgten zahlreiche weitere Musicalrollen.
Im Herbst 2018 hielt er sein erstes Solokonzert Ein Abend mit Florian Fetterle in der Wiener Theatercouch.  Im Wiener Novomatic Forum war er bei Culinarical als Solist, beim Musicalfrühling Gmunden als Gints in Doktor Schiwago und an der Felsenbühne Staatz in Der Graf von Monte Christo als Fernand Mondego engagiert.

## Engagements
- 2008 Tanz der Vampire, Metronomtheater Oberhausen, Rolle: Herbert
- 2010 Tanz der Vampire, Stage Palladium Theater, Rolle: Herbert
- 2011/12 Rebecca, Theater St. Gallen, Rolle: Maxim de Winter/Giles
- 2012 Titanic, Thuner Seespiele, Rolle: Charles Clarke/Thomas Andrew
- 2012/13 Ich war noch niemals in New York, Theater 11 Zürich, Rolle: Fred/Steward
- 2013 Der Besuch der alten Dame, Thuner Seespiele, Rolle: Ensemble
- 2014 Der Besuch der alten Dame, Ronacher Wien, Rolle: Toby
- 2014/15 Elisabeth, Shanghai Culture Square/Deutschlandtournee, Rolle: Felix Schwarzenberg/Franz Joseph
- 2016 Don Camillo & Peppone, Theater St. Gallen, Rolle: Oberschulrat
- 2016 Jekyll & Hyde, Stadttheater, Bühne Baden, Rolle: Mr. Pole
- 2017 Don Camillo & Peppone, Ronacher Wien, Rolle: Oberschulrat
- 2017 Jesus Christ Superstar, Ronacher Wien, Rolle: Ensemble
- 2017 Grand Hotel, Bühne Baden, Rolle: Empfangschef Rhona
- 2017/18 I Am from Austria, Raimundtheater Wien, Rolle: Ensemble
- 2017/18 Tanz der Vampire, Ronacher Wien, Rolle: Walk In Graf von Krolock
- 2018 Drei Musketiere, Musicalsommer Winzendorf, Rolle: Aramis
- 2018 Mass, Grosses Festspielhaus Salzburg, Rolle: Streetchorus
- 2019 Show Boat, Bühne Baden, Rolle: Sheriff Vallon
- 2019 Doktor Schiwago, Musicalfrühling Gmunden, Rolle: Gints
- 2019 Der Graf von Monte Christo, Felsenbühne Staatz, Rolle: Fernand Mondego
- 2019 Cats, Ronacher Wien, Rolle: Cover Munkustrap, Gus, Alt Deuteronimus

## Diskografie
- Der Besuch der alten Dame – Gesamtaufnahme Live 2014 Wien
- Don Camillo & Peppone – Gesamtaufnahme Live 2017 Wien
- I Am from Austria – Gesamtaufnahme Live 2017 Wien
- Doktor Schiwago (Musical) – Live 2019 Musicalfrühling Gmunden
- Cats (Musical) – Gesamtaufnahme Live 2020 Wien